# Armand de Borbó
Armand de Borbó (París, 11 d'octubre de 1629 - Pesenàs, Erau, 1666) fou Príncep de sang de França de la Casa dels Borbó-Condé amb el tractament d'altesa reial que fundà la branca principesca dels Conti la qual perdurà fins a l'any 1814.
Era fill del príncep Enric II de Borbó-Condé i de l'aristòcrata francesa Carlota Margarida de Montmorency. Armand era net, per via paterna, del príncep Enric I de Borbó-Condé i de la princesa Maria de Clèveris.
En ser el segon fill mascle del príncep de Condé, l'any 1629 li fou atorgat el principat de Conti amb el tractament de prínceps de sang de França. D'aquesta manera es fundà el principat que perdurà fins a l'any 1814.
Es casà en primeres núpcies amb l'aristòcrata Carlota de Lorena, filla de la duquessa de Chevreuse, confident de la reina Anna de França. D'aquest matrimoni no nasqué cap fill i la princesa morí l'any 1652, un any després del seu casament.
L'any 1653 el príncep de Conti contragué matrimoni amb Anna Maria Martinozzi, neboda del cardenal Mazzarino, i filla del comte Geronimo Martinozzi (1610-1680) i de Laura Margarida Mazzarino (1608-1675). La parella tingué dos fills:
- SAR el príncep Lluís Armand de Borbó-Conti, nascut a París el 1661 i mort el 1685 a París. Es casà amb la princesa Maria Anna de Blois.
- SAR el príncep Francesc Lluís de Borbó-Conti, nascut a París el 1664 i mort a París el 1709. Contragué matrimoni amb la princesa Maria Teresa de Borbó-Condé.

De salut delicada, la família Condé l'havia predestinant ha ocupat un càrrec en el si de l'alta jerarquia eclesiàstica, i d'aquesta manera inicià estudis al college de Clermont (jesuïtes), on tingué Molière per condeixeble. Des del 12 de desembre de l'any 1641 dirigí l'abadia de Saint-Denis i posteriorment l'abadia de Cluny.
El dia 6 d'agost de 1643 obtingué el diploma de mestre en arts, i l'any 1646 el batxillerat tecnològic a la Universitat de Bourges. A la mort del seu pare se l'obligà, en contra seva, a continuar la seva formació als jesuïtes.
Al llarg del mes de gener de l'any 1649, al costat del seu cunyat, el duc de Longueville, prengué partit al costat del Parlament i de l'aristocràcia en la Guerra de la Fronda i esdevingué cap d'armes de l'exèrcit rebel. El dia 8 de febrer de 1649 és derrotat a Charenton pel seu germà, el príncep Lluís II de Borbó-Condé. Després de la Pau de Rueil, tant el duc de Longueville com els prínceps de Condé i de Conti s'ubicaren en contra de la Cort i al costat del Parlament. El dia 16 de gener de 1650 foren arrestats al Palais Royal de París i empresonats al Castell de Vincennes.
El dia 7 de febrer de 1651, el príncep de Conti fou alliberat. Poc després del seu alliberament tant el príncep de Conti però molt especialment el de Condé assoliren altes quotes de poder en el si de la política francesa.
El juny de l'any 1654, el príncep de Conti es posà al capdavant de l'exèrcit francès com a virrei de Catalunya que ocupà Catalunya per al monarca francès fins al 1657. Posteriorment, l'any 1657, assetjà sense èxit la ciutat piemontesa d'Alessandria.
El 16 de gener de 1660, el rei Lluís XIV de França establí una pensió anual de 60.000 lliures franceses per al príncep de Conti. Pocs dies després va ser nomenat comandant en cap del Llenguadoc. S'instal·là al castell de la Grange-des-Prés, on es dedicà a certa vida mística.
El príncep morí l'any 1666 a Pesenàs a l'Erau, a l'edat de 37 anys.